# Hinrich Balemann (Jurist)
Hinrich Balemann (* 9. Februar 1609 in Lübeck; † 15. Dezember 1656) war ein deutscher Jurist und Ratssekretär der Hansestadt Lübeck.

## Leben
Hinrich Balemann war der Sohn des Lübecker Ratsherrn Heinrich Balemann (Ratsherr, 1580). Er studierte ab 1629 Rechtswissenschaften an der Universität Rostock, ab 1630 an der Universität Angers. 1634 wurde Balemann Advokat in Lübeck. 1639 bestellte der Lübecker Rat ihn zu seinem Registrator, 1640 wurde er Ratssekretär und 1649 Erster Ratssekretär (Protonotar). 1652 bestellte Kaiser Friedrich III. ihn zum
Comes palatinus. Der Rektor des Katharineums zu Lübeck Sebastian Meier hielt seine Leichenrede.
Er war seit 1640 mit Catharina Pöpping († 1699), einer Tochter des Lübecker Ratssekretärs Friedrich Popping verheiratet. Der Lübecker Ratsherr Heinrich Balemann (Ratsherr, 1643) und der Richter Friedrich Balemann waren seine Söhne.